# Parahyliota puberulus
Parahyliota puberulus es una especie de coleóptero de la familia Silvanidae.

## Distribución geográfica
Habita en Asia.